# Шёманн, Георг Фридрих
Георг Фридрих Шёманн (нем. Georg Friedrich Schömann, 1793—1879) — немецкий филолог.

## Биография
Георг Фридрих Шёманн родился 28 июня 1793 года в Штральзунде.
Был профессором в Грайфсвальде. Уже один из ранних трудов его: «De comitiis Atheniensium libri III» (1819) обратил на себя всеобщее внимание, так как явился первым доселе систематическим изложением форм политической жизни афинян.
Последующие работы Шёманна («Der attische Process», вместе с Эдуардом Мейером (Moritz Hermann Eduard Meier), 1824, и перевод и издание оратора Исея, 1830-31) послужили подготовительными материалами для большого труда: «Antiquitates juris publici Graecorum» (1838), которое впоследствии (1855) переработано было в «Griechische Alterthümer» (3 изд., 1871-73) — книгу, легшую в основу изучений для всего последующего поколения. Понимая, что полная картина развития гражданской общины невозможна без проникновения в религиозную жизнь её, Шёманн обратился также к изучению тех памятников, в которых наиболее отразилось развитие эллинских верований (издание Эсхилова «Прометея», 1844, его же «Эвменид», 1845, Гесиодовой «Теогонии», 1868). Из этого же круга занятий выросла и единственная крупная работа Шёманн по римской литературе — комментарий к «De natura deorum» Цицерона (4 издания, 1850—1876).
Многочисленные мелкие работы Шёманн собраны в 4-х томах его «Opuscula academica» (1856—1871). В своих сочинениях Шёманн всегда старался не только дать читателям строго обоснованные выводы, но и самым наглядным образом показать, как он дошел до них.